# Войцех Плохарський
Войцех Юліуш Плохарскі (пол. Wojciech Juliusz Płocharski; *11 квітня 1964, Ольштин) — польський журналіст, автор, композитор, мандрівник.

## Біографія
Народився в Ольштині, у 1982-1989 роках навчався на факультеті журналістики і політичних наук Варшавського університету. У 1991-2006 роках працював в ПАП (Польська агенція преси) редактором і кореспондентом (новини з Білорусі, Чечні, Естонії). У 2010 році проводив інтернет-кампанію кандидата в президенти, Анджея Олєховського.
Автор публікацій англійською мовою, виданих в Індії, які з'являються на міжнародному ринку літератури.
Автор слів польських хітів - «Klub wesołego szampana» (виконання Formacja Nieżywych Schabuff) і «Karuzela» (T.Love). У 1993 році в дуеті Przyjaciele записав авторський альбом «Cyfry» (випущений в 1994 р., перевидання 2007, у продажу онлайн 2012). 

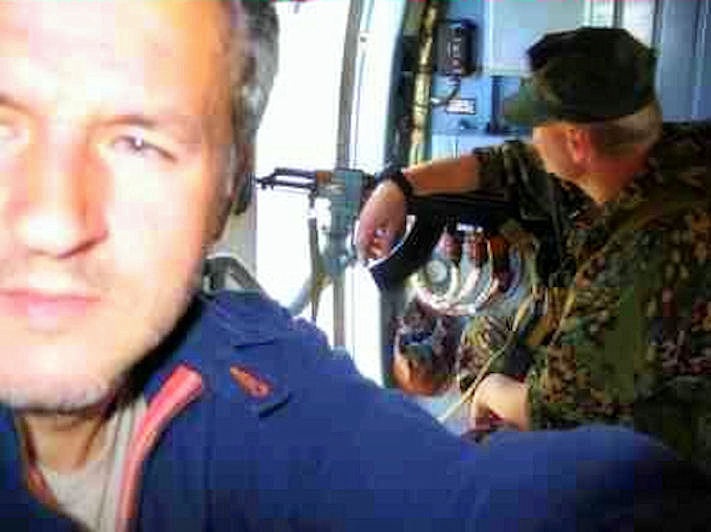
(кореспондент, Чечня)

У 2011 р. - на міжнародному ринку цифрової дистрибуції випустив альбом «Selected Music», а в 2012 - «Under the Papaya Tree». У 2013 у продажу з'явилися сингл «Studium» і альбом «Ilha do Sal».